# Ладивиль
Ладиви́ль (фр. Ladiville) — коммуна во Франции, находится в регионе Пуату — Шаранта. Департамент — Шаранта. Входит в состав кантона Барбезьё-Сент-Илер. Округ коммуны — Коньяк.
Код INSEE коммуны — 16177.
Коммуна расположена приблизительно в 420 км к юго-западу от Парижа, в 125 км южнее Пуатье, в 23 км к юго-западу от Ангулема.

## Население
Население коммуны на 2008 год составляло 122 человека.
| 1962 | 1968 | 1975 | 1982 | 1990 | 1999 | 2008 |
| ---- | ---- | ---- | ---- | ---- | ---- | ---- |
| 200  | 178  | 155  | 136  | 128  | 139  | 122  |

## Экономика
В 2007 году среди 79 человек в трудоспособном возрасте (15—64 лет) 63 были экономически активными, 16 — неактивными (показатель активности — 79,7 %, в 1999 году было 74,7 %). Из 63 активных работали 58 человек (31 мужчина и 27 женщин), безработных было 5 (1 мужчина и 4 женщины). Среди 16 неактивных 8 человек были учениками или студентами, 6 — пенсионерами, 2 были неактивными по другим причинам.

## Достопримечательности
- Приходская церковь Сен-Медар, или Сен-Мартен (XII век). Памятник истории с 1952 года[3]

## Фотогалерея
- Церковь Сен-Медар
- Мэрия
- Карта коммуны